# Louis Mesenkop
Louis Henry Mesenkop est un ingénieur du son américain né le 6 février 1903 dans l'Illinois et mort le 19 février 1974 à Los Angeles (Californie).

## Filmographie
- 1935 : Je veux me marier (The Bride Comes Home) de Wesley Ruggles
- 1936 : Une aventure de Buffalo Bill (The Plainsman) de Cecil B. DeMille
- 1936 : Three Married Men (en) d'Edward Buzzell
- 1936 : Le général est mort à l'aube (The General Died at Dawn) de Lewis Milestone
- 1936 : Le Retour de Sophie Lang (The Return of Sophie Lang) de George Archainbaud
- 1936 : And Sudden Death (en) de Charles Barton
- 1936 : Vingt-cinq Ans de fiançailles (Early to Bed) de Norman Z. McLeod
- 1936 : Corsaires de l'air (Border Flight) d'Otho Lovering
- 1936 : Treize Heures dans l'air (Thirteen Hours by Air) de Mitchell Leisen
- 1936 : Annie du Klondike (Klondike Annie) de Raoul Walsh
- 1936 : Soupe au lait (The Milky Way) de Leo McCarey
- 1936 : Timothy's Quest de Charles Barton
- 1936 : La Rose du ranch (en) (Rose of the Rancho) de Marion Gering
- 1937 : Le Voilier maudit (Ebb Tide) de James Patrick Hogan
- 1937 : Ange (Angel) d'Ernst Lubitsch
- 1937 : Artistes et Modèles (Artists and Models) de Raoul Walsh
- 1937 : Exclusive d'Alexander Hall
- 1937 : Le Dernier train de Madrid (The Last Train from Madrid) de James Patrick Hogan
- 1937 : Nuit de mystère (en) (Night of Mystery) de Ewald André Dupont
- 1937 : L'Homme qui terrorisait New York (King of Gamblers) de Robert Florey
- 1937 : La Loi du milieu (Internes Can't Take Money) d'Alfred Santell
- 1937 : L'Amour à Waikiki (Waikiki Wedding) de Frank Tuttle
- 1937 : Le Démon sur la ville (Maid of Salem) de Frank Lloyd
- 1938 : Les Gars du large (Spawn of the North) d'Henry Hathaway
- 1938 : Les Flibustiers (The Buccaneer) de Cecil B. DeMille
- 1941 : L'Escadrille des jeunes (I Wanted Wings) de Mitchell Leisen
- 1942 : Les Naufrageurs des mers du Sud (Reap the Wild Wind) de Cecil B. DeMille
- 1956 : Les Dix Commandements (The Ten Commandments) de Cecil B. DeMille

## Distinctions

### Récompenses
- 1939 : Oscar d'honneur
- 1942 : Oscar des meilleurs effets spéciaux pour L'Escadrille des jeunes
- 1943 : Oscar des meilleurs effets spéciaux pour Les Naufrageurs des mers du Sud

### Nominations
- 1942 : Oscar des meilleurs effets spéciaux pour Aloma, princesse des îles